# 쇼아 (영화)
《쇼아》(Shoah)는 프랑스에서 제작된 클로드 란즈만 감독의 1985년 홀로코스트 다큐멘터리 영화이다. "Shoah"는 히브리어로 "재해에 가까운 말살"을 뜻하며 1940년대부터 홀로코스트를 가리키는 용어로 쓰이기 시작하였다. 재생 시간이 9시간에 이르고 제작에 11년이 소요된 이 영화는 란즈만 감독이 절멸 수용소를 포함하여 폴란드의 독일 홀로코스트 지역을 방문한 시기에 생존자, 목격자와 함께 한 인터뷰를 담고 있다.
1986년 제51회 뉴욕 영화 비평가 협회상 다큐멘터리 작품상과 1987년 제40회 영국 아카데미 영화상 다큐멘터리 작품상을 수상하였다.

## 줄거리
클로드 란츠만이 감독한 9시간이 넘는 다큐멘터리 영화 "쇼아"는 홀로코스트를 다룬다. 영화는 11년에 걸쳐 제작되었으며, 란츠만 감독이 폴란드 전역의 홀로코스트 현장, 특히 절멸 수용소를 방문하여 생존자, 목격자, 가해자들과 인터뷰한 내용을 담고 있다. 영화는 헬름노 절멸 수용소, 트레블링카와 아우슈비츠-비르케나우 수용소, 그리고 바르샤바 게토를 중심으로 전개된다.
트레블링카 수용소 관련 증언에는 이발사로 살아남은 아브라함 봄바, 수감자 리하르트 글라차르, SS 장교 프란츠 주코멜이 등장한다. 봄바는 가스실에서 친구의 아내와 여동생을 만났던 순간을 회상하며 감정을 억누르지 못한다. 아우슈비츠 관련 증언은 전쟁이 끝나기 전 수용소를 탈출한 루돌프 브르바와 가스실에서 시체를 소각하는 일을 했던 필립 뮐러가 제공한다. 뮐러는 가스실에 끌려 들어갈 때 수감자들이 노래를 부르기 시작했던 끔찍한 기억을 떠올린다. 또한, 지역 주민들은 매일 수용소로 향하는 기차와 빈 채로 돌아오는 기차를 목격하며 그 안에서 무슨 일이 벌어지고 있는지 어렴풋이 짐작했다고 증언한다.
란츠만 감독은 방관자들과의 인터뷰를 통해 그들이 수용소에서 일어나는 일을 알고 있었지만, 죽음의 공포 때문에 아무런 행동도 취하지 않았다는 사실을 밝힌다. 헬름노 수용소 생존자 시몬 스레브닉과 모르데차이 포트흘레브닉도 인터뷰에 참여했다. 스레브닉은 나치에게 군가를 부르도록 강요받았던 경험을 이야기한다. 몰래 촬영된 인터뷰에서 독일 경비병 프란츠 샬링은 헬름노 수용소의 운영 방식을 설명하고, 나치 관료 발터 슈티어는 철도 운송 과정을 설명한다. 슈티어는 자신이 단순히 열차 운행을 관리했을 뿐 유대인들이 죽음으로 향하고 있다는 사실을 몰랐다고 주장하지만, 목적지가 수용소라는 사실은 알고 있었다고 인정한다.
바르샤바 게토에 대해서는 폴란드 지하 조직원 얀 카르스키와 유대인 지도자들과 연락을 담당했던 나치 관리 프란츠 그라스러가 증언한다. 카르스키는 바르샤바 게토에 잠입하여 유대인들을 돕기 위해 영국으로 갔지만, 연합국 정부가 유대인들을 적극적으로 돕도록 설득하는 데 실패한다. 영화는 바르샤바 게토 봉기에서 살아남은 유대인 생존자들의 회상으로 마무리된다. 란츠만은 홀로코스트 역사가 라울 힐베르크와 인터뷰하여 나치의 유대인에 대한 선전과 최종 해결책의 개발, 그리고 수용소로 향하는 열차 운송 경로를 보여주는 자세한 철도 문서를 분석한다.
영화에 등장하는 프란츠 주코멜은 트레블링카에서 근무했던 SS 장교로, 란츠만과의 인터뷰에서 수용소의 가스실과 시체 처리 과정에 대해 상세히 이야기한다. 그는 트레블링카에 도착해서야 학살이 벌어지고 있다는 사실을 알았다고 주장한다. 열차 도착부터 가스실에서 죽기까지 2~3시간이 걸렸다고 한다. 그는 머리 깎는 사람들에게 시간을 늦춰달라고 부탁했다고 회상한다. 영화 포스터에 등장하는 헨리크 가우콥스키는 트레블링카로 가는 기차를 운전했던 폴란드 철도 노동자이다. 그는 술에 취해 일을 해야 했고, 그 과정에서 18,000명의 유대인들이 트레블링카로 이송되었다고 덧붙인다.
영화는 증언, 인터뷰, 현장 방문으로 구성되었으며, 역사적 자료 화면은 전혀 사용하지 않았다.  제작 과정에서 350시간 이상의 영상이 촬영되었으며, 재정 문제, 인터뷰 대상자 추적의 어려움, 란츠만의 생명에 대한 위협이 있었다. 촬영된 영상 대부분은 미국 홀로코스트 박물관에 의해 디지털화되어 온라인에서 이용할 수 있다. "쇼아"는 제작에 11년이 걸렸으며, 이 과정에서 수많은 어려움을 겪었다. 미사용된 영상은 5편의 장편 영화로 추가 제작되었다.

## 같이 보기
- 상영 시간순 영화 목록